# Fandy Fan
Fandy Fan Shao-hsun (chinês simplificado: 范少勋; chinês tradicional: 范少勳; nascido em 4 de novembro de 1993) é um ator e modelo taiwanês. Alguns de seus trabalhos mais notáveis incluem Crossing the Line, um popular drama boys' love, e We Are Champions, um filme.

## Carreira
Fan estreou em 2012, estrelando a série As the Bell Rings. Em 2019, ganhou o Golden Horse Award de Melhor Novo Intérprete, por sua atuação em We Are Champions.

## Vida pessoal
Em 2023, ele se casou com Lucy Yeh. Eles tiveram uma filha nascida em 2022.

## Filmografia

### Cinema
| Ano  | Título em inglês             | Título original     | Personagem                | Notas     |
| ---- | ---------------------------- | ------------------- | ------------------------- | --------- |
| 2016 | At Cafe 6                    | 六弄咖啡館          | Lin Zi-Ming               |           |
| 2017 | Northeast Transfer Student   | 东北插班生          | Xiao-Gui Wu               | Telefilme |
| 2018 | Love Scams                   | 我的刁蠻女明星      | Ah K                      | Telefilme |
| 2018 | Northeast Transfer Student 2 | 东北插班生2虎啸风声 | Xiao-Gui Wu               | Telefilme |
| 2018 | Code of Brotherhood          | 艋舺之赤女英雄      | Zhi-Ren Li                | Telefilme |
| 2019 | Bad Boy Symphony             | 樂獄                |                           |           |
| 2019 | We Are Champions             | 下半場              | Chiang Hsiu-Yu            |           |
| 2021 | Leave Me Alone               | 不想一個人          | Loong                     |           |
| 2022 | Mama Boy                     | 初戀慢半拍          | Wei Jie                   |           |
| 2024 | A Balloon's Landing          | 我在這裡等你        | Jin Run Fa/Zhong Yi Xiang |           |

### Séries de televisão
| Ano  | Título em inglês            | Título original            | Personagem       | Notas |
| ---- | --------------------------- | -------------------------- | ---------------- | ----- |
| 2012 | As the Bell Rings           | 課間好時光 1年2班          | Ding Liang       |       |
| 2014 |                             | 歡喜相逢                   | Lin Kai-chun     |       |
| 2016 | Mission Perfection          | 超完美任務                 | Chen Hsiao-ching |       |
| 2018 | HIStory2: Crossing the Line | HIStory2-越界              | Yu-Hao Hsia      |       |
| 2019 | The Teenage Psychic 2       | 通靈少女2                  | Yu-xuan Zhang    |       |
| 2021 | More Than Blue: The Series  | 比悲傷更悲傷的故事：影集版 | Che-kai Chang    |       |
| 2021 | Heaven on the 4th Floor     | 四樓的天堂                 | Yu Chou          |       |
| 2022 | Women in Taipei             | 台北女子圖鑑               | Hsiao-feng Chiu  |       |
| 2023 | Copycat Killer              | 模仿犯                     | Jia-wun Shen     |       |
| 2023 | Oh No! Here Comes Trouble   | 不良執念清除師             |                  |       |
| ASA  | The Way You Shine           | 因為你如此耀眼             |                  |       |
| ASA  |                             | X！又是星期一              |                  |       |
| ASA  |                             | 人浮於愛                   |                  |       |

### Programas de variedades e reality shows
| Ano         | Título em inglês  | Título original         | Notas        |
| ----------- | ----------------- | ----------------------- | ------------ |
| 2013 －2015 | University        | 大學生了沒              | Regular      |
| 2020        | Three Piglets S2  | 阮三个2                 | Apresentador |
| 2021        | Three Piglets SP2 | 阮三个：環島餐車發大財2 | Apresentador |
| 2022        | Welcome My Home 1 | 歡迎光臨-等你來家1      | Apresentador |